# ماسیمو بولری
ماسیمو بولری (ایتالیایی: Massimo Bulleri؛ زادهٔ ۱۰ سپتامبر ۱۹۷۷) بازیکن سابق و مربی بسکتبال اهل ایتالیا است.
از باشگاه‌هایی که در آن بازی کرده‌است می‌توان به یونیورسو ترویزو اشاره کرد.
وی در مسابقات کشوری و بین‌المللی در مجموع برندهٔ ۱ مدال نقره، ۲ مدال برنز شده‌است.